# Carl Gutierrez
Carl T. C. Gutierrez, né le 15 octobre 1941 à Agana Heights, est un homme politique américain. Membre du Parti démocrate, il le 6e gouverneur de Guam du 2 janvier 1995 au 6 janvier 2003.
En 2018, il se présente une nouvelle fois au poste de gouverneur. Son ticket avec le l'ancien chef de la police Fred Bordallo finit en troisième position de la primaire démocrate avec environ 22 % des voix.

## Biographie
Né à Agaña Heights , Guam , le 15 octobre 1941, Gutierrez est le quatrième des onze enfants nés de Tomas Taitano Gutierrez et de Rita Benavente Cruz. Il est d’origine espagnole et d’origine chamorro . Jeune enfant pendant la Seconde Guerre mondiale , il a enduré les horreurs du camp de concentration de Manenggon. Aux côtés de sa mère et d'autres captifs Chamorros, il faisait partie des personnes sauvées par les soldats américains lors de la libération de Guam . 
Quand Gutierrez était un garçon, son père (incapable de travailler en raison d'une blessure subie à l'adolescence) et sa mère avaient du mal à élever une famille aussi nombreuse. Carl a fréquenté l'école primaire Agana Heights et l'école secondaire George Washington. Lorsqu'un ami (commandant de la cale sèche de la marine) a proposé d'aider Gutierrez à terminer ses études secondaires sur le continent américain, Gutierrez a profité de l'occasion. Cependant, moins de quatre mois après son départ de Guam, son père est décédé. Il a obtenu son diplôme du lycée South San Francisco en Californie en 1960.
Gutierrez s'est enrôlé dans l'US Air Force le jour où il a terminé ses études secondaires. Carl Gutierrez expliqua plus tard pourquoi il avait choisi de rejoindre l'armée de l'air américaine. "Pour moi, c'était un moyen de s'instruire. Après avoir appris ce que je pouvais dans le domaine de l'informatique, je voulais revenir à la maison, là où se trouvent mes racines." En poste au Nouveau-Mexique, à la suite du typhon Karen de novembre 1962, Gutierrez fut affecté à la base aérienne d'Andersen afin de pouvoir aider sa mère, ses frères et ses sœurs à la suite du typhon. 
Gutierrez a épousé Géraldine Chance «Geri» Torres le 7 septembre 1963 après une cour de six mois. Gutierrez et Geri pratiquent la religion catholique romaine et participent à de nombreuses organisations et activités religieuses. Ils ont trois enfants, Carla, Tommy et Hannah, et quatre petits-enfants, Lily, Livia, Seth et Liam. 
Après sa tournée dans l'armée de l'air de 1960 à 1965, Gutierrez entra dans le monde des affaires pour former finalement la société de construction CarlTom. Gutierrez a passé près de huit ans en tant que responsable du traitement des données dans le gouvernement de Guam.